# 大花南芥
大花南芥（学名：Arabis macrantha）为十字花科南芥属下的一个种。

## 扩展阅读
- 維基物種上的相關：大花南芥